# Kalol
Kalol là một thành phố và khu đô thị của quận Gandhinagar thuộc bang Gujarat, Ấn Độ.

## Địa lý
Kalol có vị trí 22°36′B 73°27′Đ / 22,6°B 73,45°Đ Nó có độ cao trung bình là 100 mét (328 feet).

## Nhân khẩu
Theo điều tra dân số năm 2001 của Ấn Độ, Kalol có dân số 100.021 người. Phái nam chiếm 53% tổng số dân và phái nữ chiếm 47%. Kalol có tỷ lệ 75% biết đọc biết viết, cao hơn tỷ lệ trung bình toàn quốc là 59,5%: tỷ lệ cho phái nam là 80%, và tỷ lệ cho phái nữ là 69%. Tại Kalol, 12% dân số nhỏ hơn 6 tuổi.